# William Breen Murray

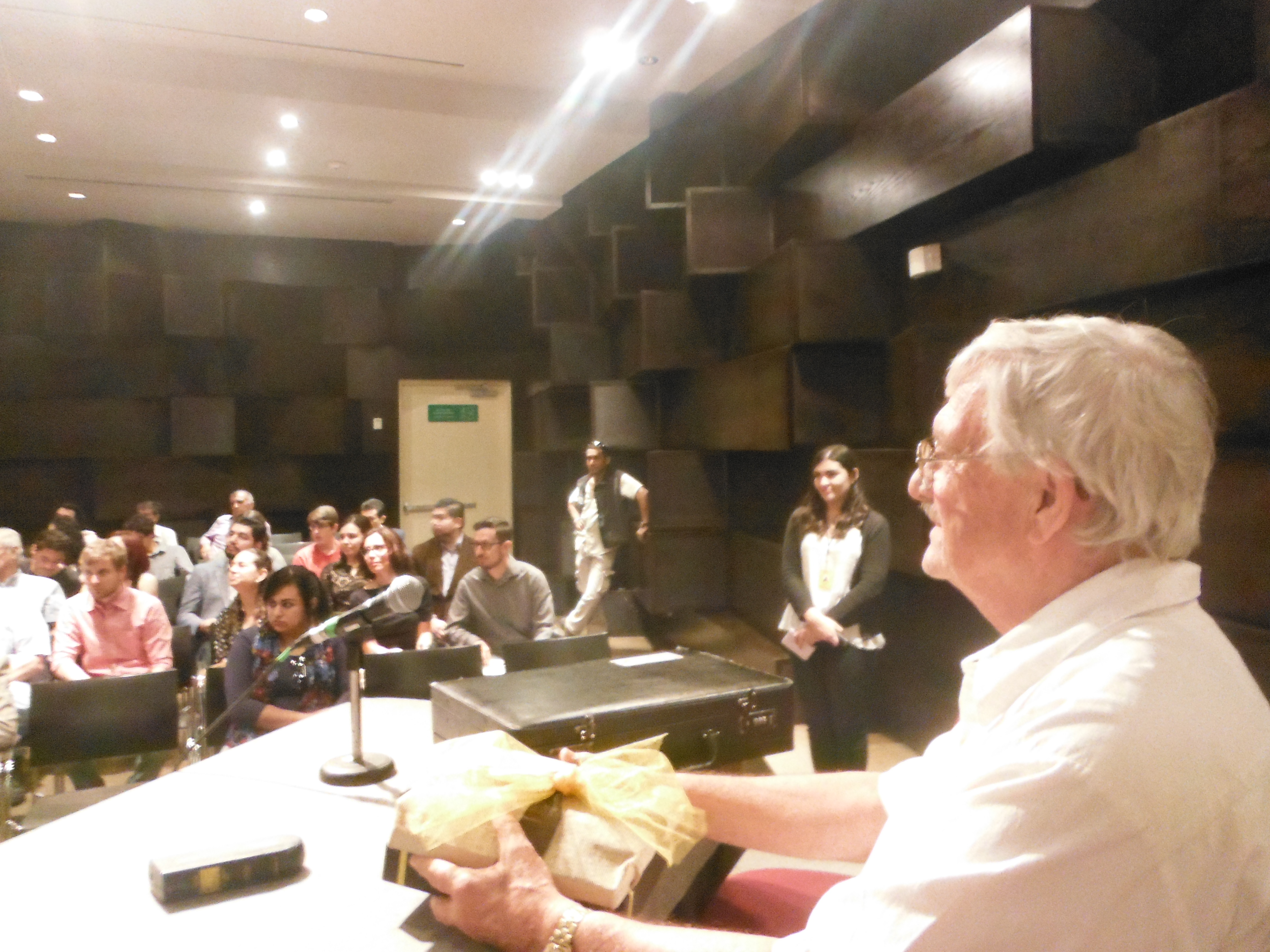
William Breen Murray durante su último homenaje en vida en el contexto del III Coloquio de Arqueología, Paleontología y Antropología del Noreste de México realizado en Monterrey Nuevo León en octubre de 2015.

William Breen Murray (Chicago, Illinois1940-Monterrey, México 30 de marzo de 2016). Fue un antropólogo norteamericano y profesor de la Universidad de Monterrey avecindado en México. Se especializó en el estudio del arte rupestre, la antropología médica y la arqueoastronomía. Fue pionero en el estudio de los petrograbados y el arte rupestre del noreste de México, estudió también el culto al niño Fidencio en Nuevo León y trabajó temas de etnopsiquiatría entre los esquimales. Uno de sus principales aportes fue el descubrimiento del registro de cuentas lunares entre los antiguos habitantes de Nuevo León. Influyó en la formación de las nuevas generaciones de jóvenes investigadores de arte rupestre en México. Practicaba el budismo y debido a su gran calidad humana es recordado por muchos de sus colegas y alumnos. Era también coleccionista de filatelia y llegó a poseer una importante colección de timbres de arte rupestre del mundo. Durante mucho años perteneció a la ARARA (American Rock Art Research Association). Murray tuvo como biógrafo a Alejandro Tapia Vargas .

## Formación, primeras investigaciones y llegada a México
Estudió historia en el Carlton College de Northfield Minessota. Realizó su maestría y doctorado en antropología en la Universidad McGill en Toronto Canadá . Su tesis de maestría analizó desde una perspectiva etnopsiquiátrica la violencia entre los Inuit.
Murray llegó a México en 1973 como parte de un convenio beca que le permitió ser profesor de la Universidad de Monterrey. Regresó a Canadá durante el doctorado, sin embargo decidió finalmente volver a Monterrey y quedarse a vivir allí. Durante sus primeros años se dedicó a impartir la materia de antropología médica . En estos primeros años realizó trabajos de observación antropológica del culto al niño Fidencio en el Estado de Nuevo León. Es también en esta época que comienza sus primeros estudios de arte rupestre en Nuevo León percatándose que la mayoría de los arqueólogos que habían estudiado la habían ignorado prácticamente el tema a pesar de la abundancia de esta clase de representaciones en el Estado de Nuevo León. Cabe señalar que mucho de su trabajo de registro del arte rupestre se llevó a cabo en compañía de sus estudiantes durante los tiempos que le dejaba su cargo como profesor de la Universidad de Monterrey.

## Aportes al estudio del Arte Rupestre
Breen Murray fue pionero en el estudio de los grabados y las pinturas rupestres prehistóricas del Noreste de México. Fue uno de los primeros investigadores en llevar a cabo un estudio y un registro de los petrograbados del sitio arqueológico Boca de Potrerillos en el Municipio de Mina a 63 km al norte de Monterrey, allí realizó interpretaciones arqueoastronómicas de los petrograbados de la cruz en círculo. Estudió e identificó el estilo del arte rupestre Coahuilteco. Su aporte más significativo, sin embargo, fue el descubrir que los conjuntos de puntos del panel del sitio de petrograbados Presa de la Mula no eran producto del azar pues se trataba del registro del ciclo de la luna. Este aporte puede leerse en el artículo titulado Antlers and Counting in Northeast Mexican Rock Art, el cual ganó en 1988 el premio Castleton Award otorgado por ARARA, American Rock Art Research Association. Murray publicó una gran cantidad de artículos referentes al estudio del arte rupestre y fue compilador del libro "Arte rupestre del noreste". Participó en congresos internacionales acerca del tema en países como China, España, y Colombia entre otros. Su obra fue homenajeada en varias ocasiones. Otro de sus grandes aportes fue contribuir a la formación de nuevos recursos humanos en México enfocados al estudio del arte rupestre.

## Publicaciones

### Libros
Murray, W. B. (1987). Arte rupestre de Nuevo León, numeración prehistórica. Monterrey: Archivo General del Estado.
Murray, W. B. (Comp.). (2007). Arte rupestre del Noreste. Monterrey: Fondo Editorial de Nuevo León. ISBN: 978-9687808215.
Gillette, D., Greer, M., Hayward, M. H. & Breen, W. B. (2014). Rock Art and Sacred Landscapes. Berlín: Springer. ISBN: 978-1493926794.
Murray, W. B. (2015). El grito de Buda. Monterrey: Tilde Editores.

### Artículos
Murray, W.B. (1982a). “Rock Art and Site Environment at Boca de Potrerillos, Nuevo León, México”. Bock, F. (coord.), American Indian Rock Art, vol. 9, 82-88. El Toro: American Rock Art Research Association.
Murray, W.B. (1985). "Petroglyphic Counts at Icamole, Nuevo Leon (Mexico)", Current Anthropology,vol. 26, 2, 276 - 279. https://doi.org/10.1086/203257
Murray, W.B. (1998). "Models of Temporality in Archaeoastronomy and Rock Art Studies", Archaeoastronomy, vol. 29, 23, s-1-6. https://doi.org/10.1177/002182869802902301
Murray, W.B. (2000). "The Contributions of the Ethnosciences to Archaeoastronomy Research", Archaeastronomy, 
Murray, W.B. (2013). "Pasos en el camino: Arte Rupestre en el corredor de la Sierra Madre Oriental (Noreste de México) /Stepping Stones: Rock Art in the Sierra Madre Oriental Corridor (Northeast Mexico)". Rupestreweb, [en línea] consultado el 26/03/2019 
Murray, W.B. (2015). Una aproximación teórica al arte rupestre geométrico. Rupestreweb, [en línea] consultado el 26/03/2019 
Marshack, A., Bandi, H.-G., Christensen, J., Gallus, A., Gunn, J., Johansen, A.B., Kobyliński, Z., Kobylińska, U., Murray, W.B., & Odak, O. (1979). "Upper Paleolithic Symbol Systems of the Russian Plain: Cognitive and Comparative Analysis [and Comments and Reply]," Current Anthropology, vol. 20,  2, 271-311. https://doi.org/10.1086/202268
Balaji Mundkur, H.-G. Bandi, Jett, S.C. Kubler, G., Murray, W.B. & Wicke, C.R. (1984). "The Bicephalous "Animal Style" in Northern Eurasian Religious Art and Its Western Hemispheric Analogues [and Comments and Reply]," Current Anthropology, vol. 25, issue 4, 451-482. https://doi.org/10.1086/203162

### Capítulos de libros
Murray, W.B. (1982b). “Calendrical Petroglyphs of Northern Mexico”. Aveni, A. (coord. ), Archaeoastronomy in the New World, 195-203. Cambridge: Cambridge University Press.
Murray, W.B. (1986). “Numerical Representations in North American Rock Art”. Closs, M. (coord.), Native American Mathematics, 45-70. Austin: University of Texas Press, pp. .
Murray, W.B. (1993). “Counting and Skywatching at Boca de Potrerillos, N.L., México”. Ruggles, C. (coord.), Archaeoastronomy in the 1990s, 264-69. Loughborough: Group D Publications.
Murray, W.B. (1996). “The Northeast Mexican Petroglyphic Counting Tradition”. Koleva , V. & Koev, D. (coords.), Astronomical Traditions in Past Cultures, 14-24. Sofia: Institute of Astronomy, Bulgarian Academy of Sciences/National Astronomical Observatory.
Murray, W.B. (1998). Conteo y observación del cielo en Boca de Potrerillos. Lozano de Salas, E., Boca de Potrerillos, 47-55. Monterrey: Universidad Autónoma de Nuevo León; Museo Bernabe de las Casas.
Murray, W.B. (2004). “El Equinoccio entre los Pueblos Amerindios del Noreste de Mexico”. Boccas, M., Broda, J. & Pereira, G. (coords.), Etno- y Arqueoastronomía en las Américas, Memorias del Simposio ARQ 13, 51º Congreso Internacional de Americanistas, Santiago de Chile, 243-254.
Murray, W.B. (2005). Antlers and Counting in Northeast Mexican Rock Art. Casado López, M. (comp.), Mirambell Silva, L., Arte rupestre en México. Ensayos 1990-2004, 263-277. Ciudad de México: Instituto Nacional de Antropología e Historia.
Murray, W.B. (2005). Spirits of a Holy Land: Place and Time in a Modern Mexican Religious Movement. Hopgood, J. (ed.). The making of saints: contesting sacred ground, 107-123. Tuscaloosa: University of Alabama Press. ISBN: 978-0817351793.
Murray, W.B. (2006). “The Cross-in-Circle Motif at Boca de Potrerillos, N.L., México: Cardinal Directional Symbolism in Rock Art?”. Bostwick, T. y Bates, B. (coords,), Viewing the Sky Through Past and Present Cultures, (Pueblo Grande Museum Anthropological Papers, No. 15), 225-236. Phoenix: City of Phoenix Parks and Recreation Department.
Murray, W.B. (2014). "Deer: Sacred and Profane". Gillette, D., Greer, M., Hayward, M. H. & Breen, W. B., Rock Art and Sacred Landscapes, 195-206. Berlín: Springer.
Murray, W.B. (2015). "Boca de Potrerillos", Ruggles C. (ed) Handbook of Archaeoastronomy and Ethnoastronomy, 669-679. New York: Springer. https://doi.org/10.1007/978-1-4614-6141-8_52
Murray, W.B. (2015). "Astronomy and Rock Art Studies", Ruggles C. (ed), Handbook of Archaeoastronomy and Ethnoastronomy, 239-249, New York: Springer. https://doi.org/10.1007/978-1-4614-6141-8_10
Viramontes, C., Gutiérrez, M., Murray, W. B., Mendiola Galván, F. (2008), Bahn, P., Franklin, N.R., & Strecker, M. "Rock Art Research in West and Northern Mexico",  Rock Art Studies - News of the World Volume 3, 241-255, Oxbow Books.
- Datos: Q24192300
- Multimedia: William Breen Murray / Q24192300